# Chodský pes
Chodský pes (anglicky: Bohemian Shepherd) je české národní psí plemeno (oficiálně uznané od roku 1985). Byl šlechtěn tak, aby se co nejvíce podobal dochovaným vyobrazením, ale musel se také odlišit od již schválených plemen z jiných zemí. Barvu srsti má černou s rezavým pálením, dlouhá srst tvoří okolo krku hřívu. Střední velikost, temperament a učenlivost ho předurčují pro služební výcvik, výcvik záchranářský, agility, ale i jako pes tažný nebo doprovodný může najít své uplatnění.
V dubnu 2019 bylo plemeno prozatímně uznáno Mezinárodní kynologickou federací (FCI), společně s pražským krysaříkem.

## Historie chodského psa

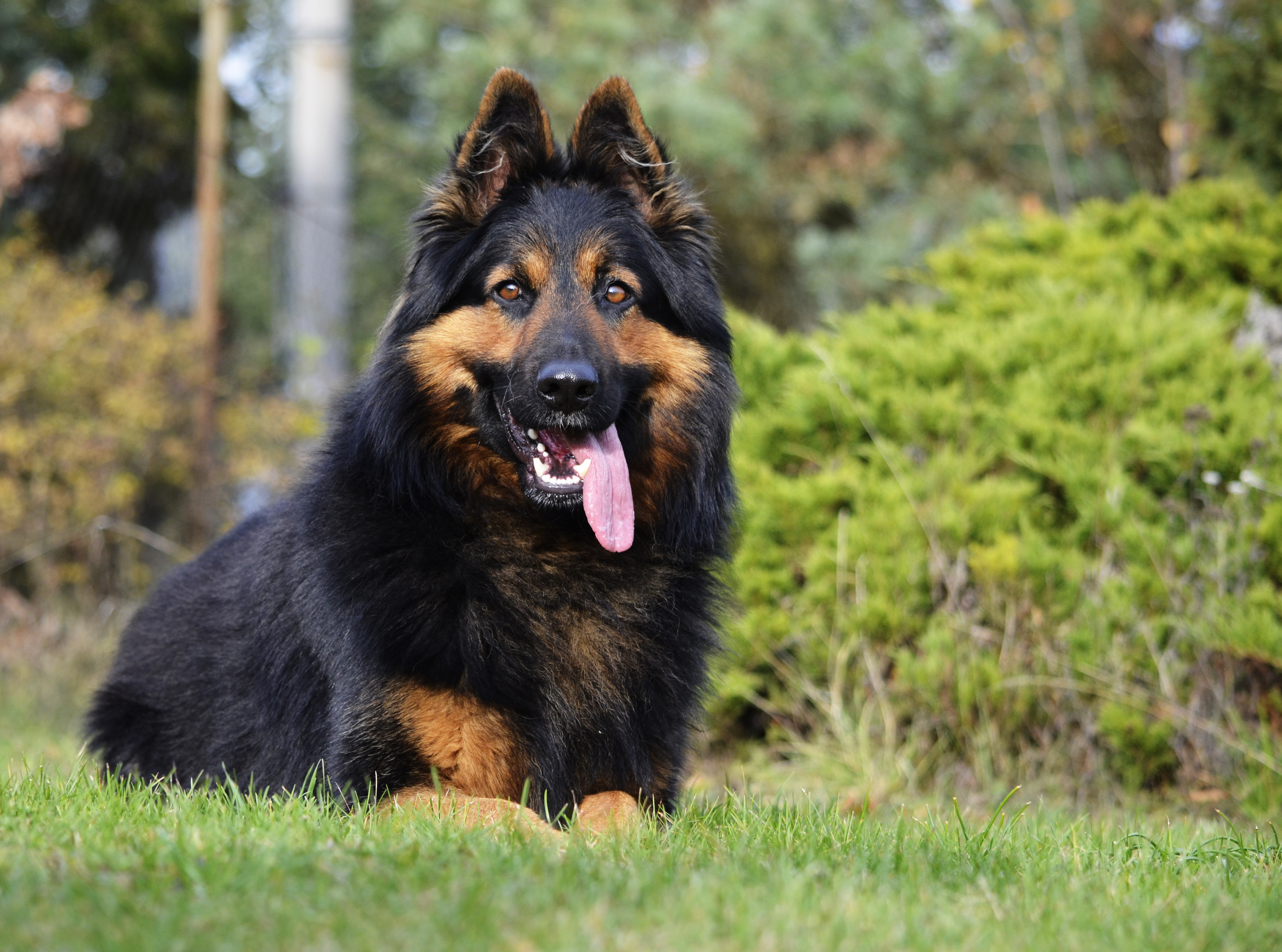
Dospělý pes

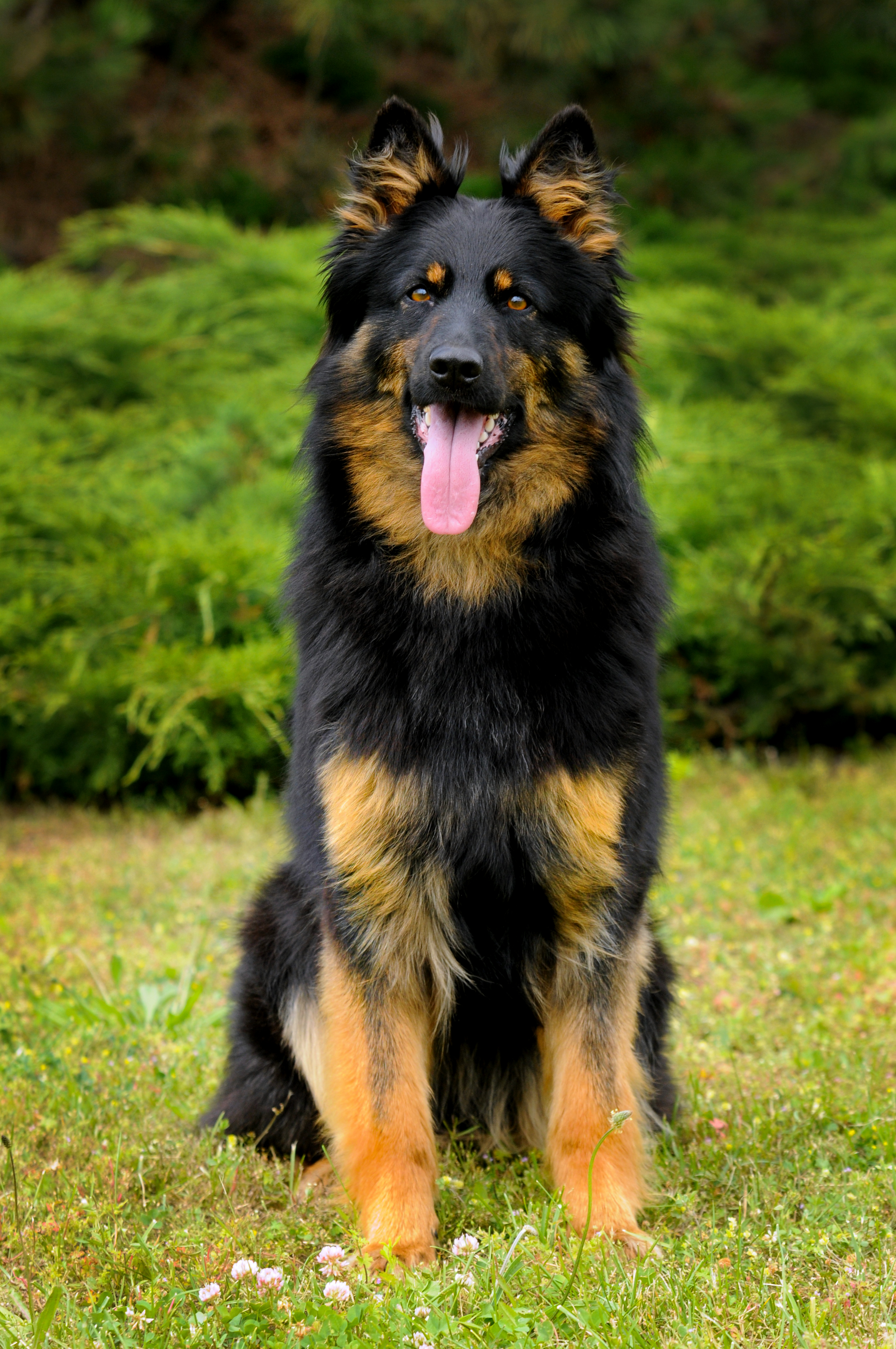

Chodský pes je české národní plemeno a jeho historie se datuje již od 13. století, je tedy společně s pražským krysaříkem nejstarším českým plemenem. Chodové na Šumavě střežili nejdůležitější cesty vedoucí od Domažlic do Německa. Doprovázeli je tvrdí, houževnatí a velmi odolní psi. Kromě střežení pohraničí byli využívání i k pastevectví a stopování zvěře. Jindřich Šimon Baar psal o chodském psu ve svých vzpomínkách, Mikoláš Aleš ho zvěčnil na svých kresbách, které doplnily román Aloise Jiráska Psohlavci.
Chodský pes však téměř upadl v zapomnění. Až v roce 1984 se kynologové začali pokoušet o jeho znovuvytvoření. V kynologickém tisku byly uveřejněny obrázky tohoto ovčáka a výzva pro případné majitele. Několik čtenářů se ozvalo s tím, že takového psa mají. První fáze regenerace tedy mohla začít. Základem pro nový chov chodského psa byla fenka Bessy, pes Dixi a později i pes Blesk. Mezi lety 1987 a 1992 bylo odchováno 35 vrhů štěňat. V dalších třech letech se sjednotil typ chodského psa a ustálila jeho kohoutková výška.

## Celkový vzhled
Chodský pes je středně velký ovčácký pes, má obdélníkový rámec a harmonickou stavbu těla. Ideální kohoutková výška je u psů 52–55 cm, u fen 49–52 cm. Krátké nohy jsou pro Chodské psy dalším typickým znakem. Váha se má pohybovat mezi 16 a 25 kg. Srst je dlouhá 5–12 cm, rovná, s hustou podsadou, díky ní je chodský pes odolný vůči povětrnostním vlivům. Typicky mají zbarvení black and tan, tedy černé s pálením. Rozložení znaků je pevně dáno standardem – nad očima, na lících, odkud přecházejí v klasický půlměsíc pod krkem, dále na hrudi a končetinách. Uši jsou krátké s bohatou srstí, blízko sebe nasazené a nesené, což dává chodskému psu ten správný výraz. Bohatá srst na hrudi tvoří tzv. límec. Má výborný čich a je mimořádně ostražitý.

### Časté exteriérové vady
Poslední dobou se v chovu chodských psů objevuje vyšší kohoutková výška, než je povolená, mnohdy to vzniká nevhodným křížením jedinců. Nesprávně rozmístěné znaky jsou také chybou; nesmějí být příliš světlé, nesmí se vyskytovat mimo předepsané partie, nesmí chybět úplně a musejí být zdálky viditelné.

## Povaha
Chodský pes je temperamentní, živý, přirozeně sebevědomý, bez známek nervozity a vždy dobře ovladatelný. Je velmi učenlivý, proto je schopen i náročného výcviku. Je i dobrým hlídacím psem, lze ho využít i jako psa asistenčního či záchranářského. Stejně tak dobře ale může střežit stáda ovcí apod. Je velmi silně citově vázán na svého majitele a jeho rodinu. Pro svou trpělivost a toleranci je skvělým společníkem pro děti. Vůči cizím lidem je zdrženlivý, ale při ohrožení svých blízkých nebo jejich majetku umí být ostrý a útočný. S jinými psy vychází dobře, ale většinou jejich společnost cíleně nevyhledává.

## Péče

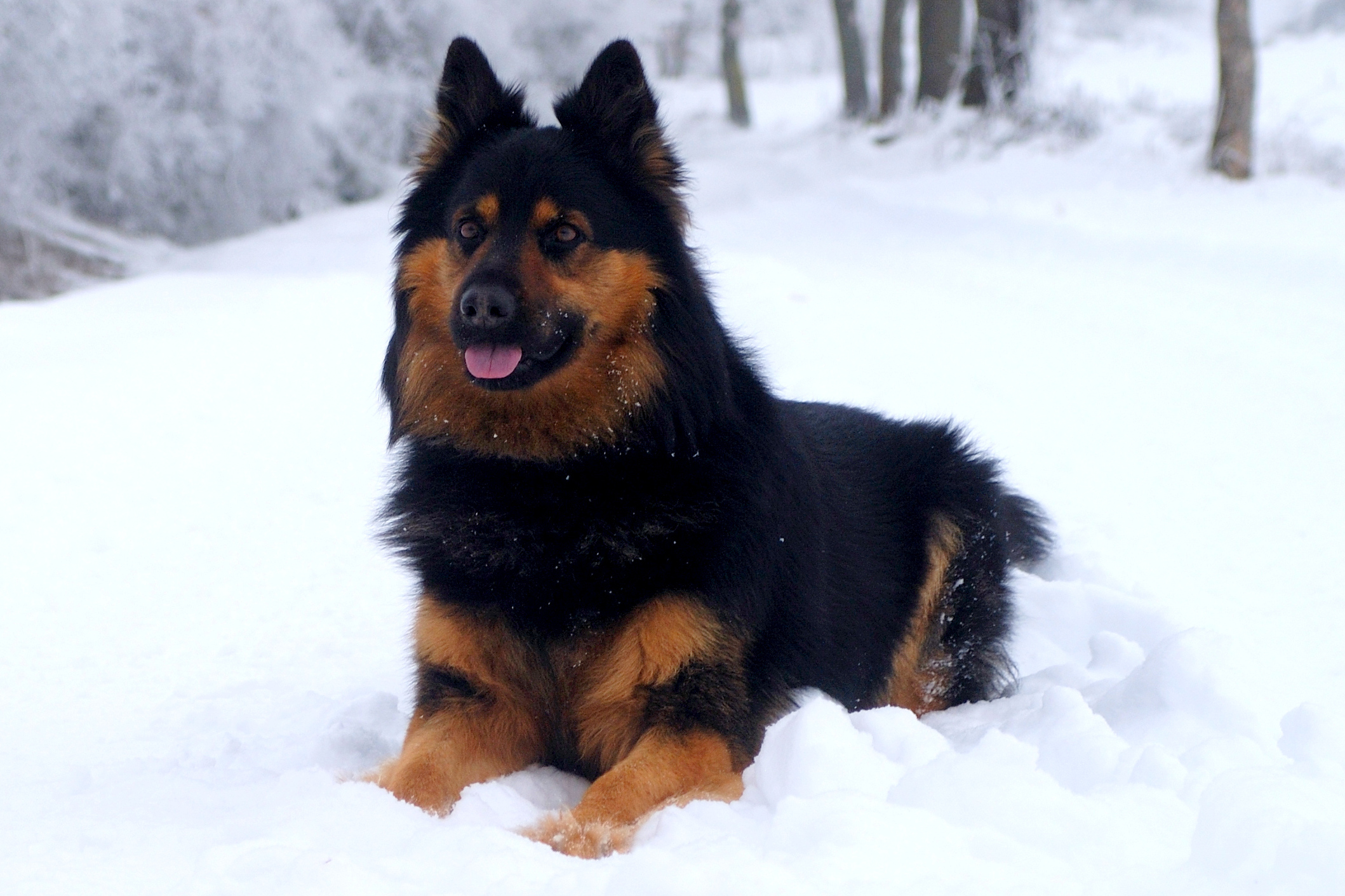

Srst chodského psa je poměrně dlouhá, od 7 do 10 cm, a má hustou podsadu, líná tedy 2× ročně, na jaře a na podzim. V tomto období je nutné věnovat jí zvýšenou pozornost, mimo něj stačí vyčesávat jen 1× týdně. Chodští psi línají extrémně, nejsou tedy vhodní pro alergiky. Důkladné vyčesávání potřebuje hlavně srst v okolí krku, kde se tvoří husté límce. Nestříhá se ani netrimuje.
Vyžaduje pevný výcvik i výchovu, kde jsou jasně stanovené hranice, které pes nemůže překročit, např. pokud psovi jednou zakážeme chodit do domu, musí to dodržovat a my ho v tom nebudeme podporovat. Protože je to bystrý a učenlivý pes, rychle se učí. V štěněcím věku je nutná řádná socializace, kdy se pes seznámí s dopravními prostředky, cizími lidmi, zvířaty i jinými psy.

### Zdraví
Chodský pes není plemeno, které by trpělo na dědičné choroby, ale od roku 1997 je zavedeno povinné rentgenování kyčelních kloubů. Jedná se hlavně o prevenci dysplazie kyčelního kloubu a jedinci se stupněm výše než II. jsou vyloučeni z chovu. Jinými dědičnými chorobami chodští psi zvláště často netrpí. Chodští psi, kteří bydlí celoročně venku, často trpí na záněty uší. Hůře snáší extrémní horka.